# 機動戦士ガンダム (セガサターン)
『機動戦士ガンダム』は、1995年11月22日にバンダイより発売されたセガサターン用横スクロール型シューティングゲーム。
テレビアニメ『機動戦士ガンダム』を原作としたキャラクターゲームであり、セガ製ハードで初めて発売されたガンダムシリーズの1作。（ちなみに、セガハード初のガンダムゲームは、ゲームギアで1995年3月24日に発売された「SDガンダム WINNER'S HISTORY」）

## 概要
一般的な横スクロール型シューティングゲームでは、敵との攻防は上下左右の2次元方向にしか行わないが、本作は自機であるガンダムのいる場所から見て画面の奥と手前からも敵が出現し攻撃してくる。画面奥と手前の敵には通常の攻撃は当たらないが、ボタン溜め押しで複数の敵をロックオンして一気に攻撃する「ニュータイプ攻撃」で対処することが可能。ゲームの進行につれてロックオン速度と同時にロックオンできる数が成長していく。
他の特徴的な点として、ホワイトベースポイント（WBポイント）があり、各ステージ開始前にこのポイントを消費してガンキャノンなどの援軍を呼んだり、ビームライフルエネルギーなどの補給を受けられるポイントを設定できる。WBポイントはステージ開始前に一定量回復するが、敵を撃破できず逃すと消費し、0になるとゲームオーバーになる。援軍の支援射撃は強力で、敵が多いポイントで設定すれば消費ポイント以上の戦果を上げられる反面、残りのWBポイントが少ないと少し敵を逃しただけでゲームオーバーになってしまう。
援軍はガンキャノン、ガンタンク、コアファイター、コアブースターがあり、補給はビームライフルエネルギー（一定時間撃ち放題）、耐久力回復、バズーカ弾補充などがある。また援軍には多少の性質の違い（ガンキャノンは奥ラインに強く、ガンタンクは手前ラインに強いなど）がある。
シナリオは劇場版をベースにしているが、ギャンが出てきたり、ガンダムの武器はビームサーベルやビームライフルだけではなくビームジャベリンが登場するなどのTV版の要素もある。
ゲーム内では原作を再現したイベントが数多く存在し、ボス戦等の要所ではキャラクターのカットインによるフルボイスの台詞のやり取りや、本作のためにサンライズがアニメ版の名場面をリメイクした新映像が挿入される。
本作のシステムは、後に同じセガサターンで発売された『機動戦士Ζガンダム』（前後編）やバンダイビジュアル社の『超時空要塞マクロス 愛・おぼえていますか』へと受け継がれている。
またアニメ映像は、LD-BOX「劇場版機動戦士ガンダム マスターグレードボックス」の映像特典として収録され、『機動戦士ガンダム (PlayStation 2)』でも流用された。

## ステージ
- STAGE 1 「ガンダム大地に立つ」
- STAGE 2 「大気圏突入」
- STAGE 3 「ガルマ急襲」
- STAGE 4 「ランバ・ラル特攻」
- STAGE 5 「猛攻トリプルドム」
- STAGE 6 「海面下の戦い」
- STAGE 7 「ジャブローの決戦」
- STAGE 8 「コンスコン強襲」
- STAGE 9 「ソロモン攻略戦」
- STAGE 10 「テキサスの攻防」
- STAGE 11 「光る宇宙」
- STAGE 12 「決戦ア・バオア・クー」

## 登場人物
声優が使われているキャラクター（スタッフロールからの表記である）。なおスレッガーは玄田哲章が、ドズル・ザビは辻親八が、パオロは中村秀利が担当している。
- アムロ・レイ
- フラウ・ボゥ
- ミライ・ヤシマ
- カイ・シデン
- スレッガー・ロウ
- パオロ
- ギレン・ザビ
- ドズル・ザビ
- ランバ・ラル
- マ・クベ

- ブライト・ノア
- セイラ・マス
- ハヤト・コバヤシ
- マチルダ・アジャン
- シャア・アズナブル
- ガルマ・ザビ
- ララァ・スン
- ハモン
- デニム

- ナレーション

登場するが、表記されていないキャラクター。括弧内は声優。
- ジーン
- ガイア（辻親八）
- クラウン
- コンスコン（永井一郎）
- フラナガン・ブーン（永井一郎）

## その他
- 難易度設定のハードモードのみ、最終面でジオングヘッドと戦うことが出来る。通常はデモシーンのみ。
- エンディングは初回のみゲームで描き下ろされたアニメ静止画による名場面集になる。以降、クリアデータがある場合はCGモデルのモビルスーツ集になる。